# 细尤犀金龟
细尤犀金龟（学名：Eupatorus gracilicornis）也称五角大兜蟲，一种分布于印度、东南亚中南半岛及中国南方的甲虫，隶属于金龟子科犀金龟亚科（兜虫亚科）尤犀金龟属。也有资料将犀金龟亚科升级为独立的一科－犀金龟科（Dynastidae）。

## 形态特征
成年雄虫体长48～70毫米，体宽25～70毫米。身体呈长卵圆形，背面强烈隆拱，油光发亮。鞘翅存在两种色型：基本型（typica）除中缝为黑色外整个鞘翅为淡黄色；全黑型（ab.cinctus Endrödi，1985）。前胸背板近似六边形。前胸前角较细长，一般向前侧外伸。前足胫节外缘3齿，中后足胫节端缘2齿。